# Norwegian Long Haul
Norwegian Long Haul AS (Bản mẫu:Ose) một hàng không chi phí thấp được tạo ra bởi Norwegian Air Shuttle. Được tạo ra vào ngày 1 tháng 1 năm 2012, hãng khai thác các chuyến bay đến Châu Âu, Châu Á và Hoa Kỳ với đội máy bay Boeing 787. Công ty được đăng ký tại Dublin và có trụ sở tại Bærum.